# Sanfrecce Hiroshima
Il Sanfrecce Hiroshima (サンフレッチェ広島?, Sanfuretche Hiroshima) è una società calcistica giapponese con sede nella città di Hiroshima. Milita nella J1 League, la massima divisione del campionato giapponese.

## Storia
Il club fu fondato nel 1938 con il nome di Tōyō Kōgyō Sakkā Club (東洋工業サッカー部?). Negli anni Cinquanta disputò due finali di Coppa dell'Imperatore (1954 e 1957), uscendone sconfitto. Sin dal 1965 prese parte alla Japan Soccer League (日本サッカーリーグ?, Nihon Sakkā Rīgu), il semiprofessionistico campionato giapponese. Dominò subito il torneo vincendo per primo quattro titoli consecutivi, record eguagliato successivamente dal Yomiuri/Verdy Kawasaki. Il sessennio tra il 1965 e il 1970 fu il periodo di maggior successo per la squadra di Hiroshima che conquistò di cinque titoli nazionali (1965, 1966, 1967, 1968 e 1970), tre Coppe dell'Imperatore (1965, 1967 e 1969) e il terzo posto nel Campionato d'Asia per club 1969.
Nel 1981 cambiò nome in Mazda SC (マツダSC?). Due anni dopo arrivò per la squadra la prima retrocessione nella divisione cadetta, in cui disputò due stagioni consecutive. Gli anni successivi non si rivelarono fortunati: nonostante la riconquista della prima divisione nella stagione 1985-1986, nel 1987-1988 retrocesse nuovamente. La permanenza in Division 2 durò tre anni.
Nel 1992, con l'avvento del calcio professionistico e la creazione della J. League, assunse la denominazione Sanfrecce Hiroshima. Al pari di JEF United Ichihara Chiba e Urawa Red Diamonds, fu tra le fondatrici del nuovo campionato.
Nel 2002 divenne la prima squadra, vincitrice di uno stage, a retrocedere in J.League Division 2, ma dopo un solo anno di permanenza in seconda divisione, riguadagnò l'accesso in massima serie. Nel 2007 retrocesse nuovamente e l'anno seguente conquistò per la prima volta la Supercoppa del Giappone e la Division 2, ottenendo così la promozione.
La stagione 2012 vide l'arrivo in panchina di Hajime Moriyasu, già calciatore viola dal 1987 al 2001, il quale nella nuova veste di tecnico aprì un ciclo vincente. Il Sanfrecce si laureò infatti campione di Giappone, vincendo il suo primo campionato professionistico. Nel 2013 conquistò la sua seconda Supercoppa del Giappone e il secondo titolo nazionale consecutivo. Nella stagione successiva bissò il successo in Supercoppa del Giappone, superando all'Olimpico di Tokyo gli Yokohama F·Marinos per 2-0, mentre in campionato raggiunse un deludente ottavo posto. Nel 2015 si laureò nuovamente campione di Giappone e raggiunse il terzo posto in Coppa del mondo per club. Il sesto ed ultimo trofeo conquistato da Moriyasu fu la Supercoppa del Giappone, vinta nel 2016 grazie al successo di Yokohama ai danni del Gamba Osaka.
Nel 2018 la squadra occupò la prima posizione in classifica per quasi l'intero campionato, ma a sette giornate dal termine fu sorpassata dal Kawasaki Frontale, che terminò la stagione con la conquista del titolo. 
L'arrivo in panchina di Michael Skibbe nel 2022 riportò ad Hiroshima ottimi risultati. Sotto la guida del tecnico tedesco la squadra conquistò la prima Coppa J.League, raggiunse il terzo posto in campionato e la finale di Coppa dell'Imperatore, persa ai rigori contro il Ventforet Kofu, squadra di J2 League.

### Origine della denominazione
Il nome deriva dall'unione di San (tre in giapponese) e della parola italiana frecce. È basato su un aneddoto riguardante Mōri Motonari, il quale chiese ai figli di spezzare prima una singola freccia (cosa che riesce facilmente) e poi tre assieme (cosa più difficile da fare), dimostrando così che l'unione rende forti.

## Allenatori
- 1947-1950  Yoshiki Yamazaki
- 1951-1963  Minoru Obata
- 1964-1971  Yukio Shimomura
- 1972-1975  Kenzo Ohashi
- 1976  Ikuo Matsumoto
- 1977-1980  Aritatsu Ogi
- 1981-1983  Teruo Nimura
- 1984-1987  Kazuo Imanishi
- 1987-1988  Hans Ooft
- 1988-1992  Kazuo Imanishi
- 1992-1995  Stuart Baxter
- 1996-1997 Wim Jansen
- 1997-2001  Eddie Thomson
- 2001  Valeri Nepomniachi
- 2002  Gadzhi Gadzhiev
- 2002  Takahiro Kimura
- 2002-2006  Takeshi Ono
- 2006  Kazuyori Mochizuki
- 2006-2011  Mihailo Petrović
- 2012-2017  Hajime Moriyasu
- 2017  Jan Jönsson
- 2017-2021  Hiroshi Jofuku
- 2021-2022  Kentaro Sawada
- 2022-Oggi  Michael Skibbe

## Palmarès

### Competizioni nazionali

#### Toyo Kogyo SC
- Japan Soccer League: 5

1965, 1966, 1967, 1968, 1970
- Coppa dell'Imperatore: 3

1965, 1967, 1969

#### Sanfrecce Hiroshima
- Campionato giapponese: 3

2012, 2013, 2015
- Coppa J.League: 1

2022
- Supercoppa del Giappone: 5

2008, 2013, 2014, 2016, 2025
- J. League Division 2: 1

2008

## Statistiche e record

### Partecipazione ai campionati
| Livello | Categoria                      | Partecipazioni | Debutto | Ultima stagione | Totale |
| ------- | ------------------------------ | -------------- | ------- | --------------- | ------ |
| 1º      | Japan Soccer League            | 7              | 1965    | 1971            | 50     |
| 1º      | Japan Soccer League Division 1 | 15             | 1972    | 1991-1992       | 50     |
| 1º      | J.League                       | 6              | 1993    | 1998            | 50     |
| 1º      | J.League Division 1            | 14             | 1999    | 2014            | 50     |
| 1º      | J1 League                      | 8              | 2015    | 2024            | 50     |
| 2º      | Japan Soccer League Division 2 | 5              | 1984    | 1990-1991       | 7      |
| 2º      | J.League Division 2            | 2              | 2003    | 2008            | 7      |

### Partecipazioni alle coppe
| Competizione            | Partecipazioni | Debutto | Ultima stagione |
| ----------------------- | -------------- | ------- | --------------- |
| Coppa dell'Imperatore   | 71             | 1946    | 2024            |
| Japan Soccer League Cup | 16             | 1976    | 1991            |
| Konica Cup              | 1              | 1991    | 1991            |
| Coppa J.League          | 28             | 1992    | 2024            |
| Supercoppa del Giappone | 6              | 1979    | 2025            |

### Partecipazioni ai tornei internazionali
| Competizione                  | Partecipazioni | Debutto | Ultima stagione | Totale |
| ----------------------------- | -------------- | ------- | --------------- | ------ |
| Coppa del mondo per club FIFA | 2              | 2012    | 2015            | 2      |
| Campionato d'Asia per club    | 1              | 1969    | 1969            | 6      |
| AFC Champions League          | 5              | 2010    | 2019            | 6      |

## Organico

### Rosa 2025
Rosa e numerazione aggiornate al 7 luglio 2025.
| N. |                     | Ruolo | Calciatore            |
| -- | ------------------- | ----- | --------------------- |
| 1  | Giappone (bandiera) | P     | Keisuke Ōsako         |
| 3  | Giappone (bandiera) | D     | Taichi Yamasaki       |
| 4  | Giappone (bandiera) | D     | Hayato Araki          |
| 6  | Giappone (bandiera) | C     | Hayao Kawabe          |
| 9  | Giappone (bandiera) | A     | Ryō Germain           |
| 10 | Brasile (bandiera)  | C     | Marcos Júnior         |
| 13 | Giappone (bandiera) | D     | Naoto Arai            |
| 14 | Giappone (bandiera) | C     | Satoshi Tanaka        |
| 15 | Giappone (bandiera) | D     | Shūto Nakano          |
| 17 | Giappone (bandiera) | A     | Kōsuke Kinoshita      |
| 18 | Giappone (bandiera) | C     | Daiki Suga            |
| 19 | Giappone (bandiera) | D     | Shō Sasaki (capitano) |
| 21 | Giappone (bandiera) | P     | Yūdai Tanaka          |
| 24 | Giappone (bandiera) | C     | Shunki Higashi        |

| N. |                          | Ruolo | Calciatore       |
| -- | ------------------------ | ----- | ---------------- |
| 25 | Giappone (bandiera)      | C     | Yūsuke Chajima   |
| 26 | Corea del Sud (bandiera) | P     | Jeong Min-ki     |
| 30 | Germania (bandiera)      | C     | Tolgay Arslan    |
| 32 | Giappone (bandiera)      | C     | Sōta Koshimichi  |
| 33 | Giappone (bandiera)      | D     | Tsukasa Shiotani |
| 35 | Giappone (bandiera)      | C     | Yōtarō Nakajima  |
| 36 | Giappone (bandiera)      | A     | Aren Inoue       |
| 38 | Giappone (bandiera)      | P     | Cailen Hill      |
| 39 | Giappone (bandiera)      | A     | Sōta Nakamura    |
| 40 | Giappone (bandiera)      | C     | Motoki Ōhara     |
| 41 | Giappone (bandiera)      | A     | Naoki Maeda      |
| 44 | Giappone (bandiera)      | C     | Taishi Semba     |
| 51 | Giappone (bandiera)      | A     | Mutsuki Katō     |
| 98 | Francia (bandiera)       | A     | Valère Germain   |

### Staff tecnico
Staff tecnico aggiornato al 20 aprile 2025.
- Michael Skibbe - Allenatore
- Shin'ya Sakoi - Viceallenatore
- Shin Nakamura - Collaboratore tecnico
- Serhat Umar - Collaboratore tecnico
- Masaru Misuno - Collaboratore tecnico
- Yoshifumi Matsuo - Collaboratore tecnico
- Toshihiro Aoyama - Collaboratore tecnico
- Shinkichi Kikuchi - Preparatore portieri
- Takuto Hayashi - Preparatore portieri
- Minekazu Isobe - Preparatore fisico